# 2,3-Dihydrofuran
2,3-Dihydrofuran ist eine chemische Verbindung aus der Gruppe der Sauerstoffheterocyclen.

## Gewinnung und Darstellung
2,3-Dihydrofuran kann durch selektive Isomerierung von 2,5-Dihydrofuran gewonnen werden. Die Verbindung kann auch aus 1,4-Butandiol mit Hilfe von Metallkatalysatoren hergestellt werden.

## Eigenschaften
2,3-Dihydrofuran ist eine leicht entzündbare, farb- und geruchlose Flüssigkeit, die schwer löslich in Wasser ist. Mit kationischen Initiatoren (wie zum Beispiel Bortrifluorid oder Diethylaluminiumchlorid) polymerisiert es zu Poly(2,3-tetrahydrofurandiyl).

## Verwendung
2,3-Dihydrofuran wird als Lösungsmittel in der organischen Synthese und als Reagenz in verschiedenen chemischen Reaktionen verwendet.

## Sicherheitshinweise
Die Dämpfe von 2,3-Dihydrofuran können mit Luft ein explosionsfähiges Gemisch (Flammpunkt −20 °C) bilden.